# Quiz Magic Academy

## Historia y características
Inspirada en la escuela de magia de Hogwarts , Quiz Magic Academy está ambientada en un mundo donde se generan espíritus malvados y está plagado por la creciente "liberación del conocimiento y la conciencia de las personas". Luego, un grupo de distintos tipos de magos del Este, titulados "Sabios", curaron la mayor parte de la tierra derrotándolos después de usar el poder de la sabiduría para desbloquear la debilidad de esos espíritus. Sabiendo que estos tipos de espíritus eventualmente regresarán, los sabios construyeron la Academia Quiz Magic para entrenar a nuevos sabios no solo con el mayor de su elección, sino también lo más importante, asándolos con todo tipo de conocimiento para que puedan derrotar a esos espíritus. .
Los jugadores pueden seleccionar sus "avatares" del creciente grupo de estudiantes coloridos de su agrado para personalizar su apariencia, luego ingresar a la historia para jugar solo (vista previa de la lección) o competir a nivel nacional en línea con otros jugadores en tiempo real. resolución de cuestionarios ; ya sea por competencia en solitario o juego en equipo.
La plataforma de jugador permite a los usuarios experimentar una amplia gama de versatilidad para ingresar respuestas dentro de un límite de tiempo, como la entrada de ortografía directa del teclado, "seleccionar entre 4", "verdadero o falso", "descifrar", etc. Todo los métodos de entrada se presentarían al azar, pero los niveles iniciales normalmente comenzarían con "seleccionar de 4" y "verdadero o falso".

## Personajes
```
Los personajes constan de cuatro estudiantes predeterminados que se ofrecen para la selección de jugadores y son los pilares de, a partir de la OVA, la Clase Amelia de QMA-Seventh Academy; por su gracia en el liderazgo social y, para peor , por derribar el rendimiento académico general de su salón de clases.
```

## Comercialización
Konami junto con AIC Plus+ estrenaron una breve película sobre el juego " Quiz Magic Academy (C)"Quiz Magic Academy (C), y debido a su éxito, en 2010 publicaron la secuela: "Quiz Magic Academy - The Original Animation 2,
{{Crítica de videojuego|MC=(PC) 80/100

{{Crítica de videojuego|MC=(PS3) 80/100
{{Crítica de videojuego|MC=(Vita) 83/100